# Tiga Sandera Terakhir
Tiga Sandera Terakhir (Les trois derniers otages) est un roman à suspense militaire de Brahmanto Anindito qui a été initialement publié en 2015 par Noura Publishing, en Indonésie. Ce roman, sous-titré Inspiré par le conflit sanglant dans l'est de l'Indonésie, narre un drame de prise d'otages à l'intérieur de la Papouasie. En réponse à cette prise d'otages, Forces armées indonésiennes (TNI) a dépêché une unité antiterroriste du commandement des forces spéciales de l'armée (Kopassus). Cependant, cette opération n'a pas abouti sans pertes parmi les victimes.
Ce roman pourrait être considéré comme le premier en Indonésie à se dérouler dans le contexte du monde militaire, mettant en scène notamment le Kopassus. Dans sa technique narrative, Tiga Sandera Terakhir adopte un point de vue à la troisième personne, alternant entre le point de vue de l'otage/preneur d'otages et celui de l'équipe de sauvetage, comprenant à la fois des militaires et des civils. Le roman est structuré en 52 courts chapitres, présentant une histoire écrite en phrases simples et concises.
La première moitié de Tiga Sandera Terakhir s'inspire d'événements réels, notamment la crise des otages de Mapnduma, une tragédie humanitaire impliquant les chercheurs de Lorentz '95 en tant que victimes. Lors de l'incident lui-même, les troupes de Kopassus dirigées par le Brigadier Général TNI Prabowo Subianto ont repris la mission de libérer les otages. Le personnage de Larung Nusa dans le roman Tiga Sandera Terakhir rappelle aux lecteurs la figure de Subianto.
Outre l'incident de Mapnduma, plusieurs médias ont également établi des liens entre le roman "Tiga Sandera Terakhir" et des événements récents, tels que l'attaque dans la régence de Tolikara (Papouasie) et l'enlèvement dans la forêt de Skopro (Papouasie-Nouvelle-Guinée).
Cependant, dans le chapitre "Une introduction" du roman, l'auteur déclare explicitement que l'œuvre dans son ensemble est plus précisément classée comme de la fiction.

## Synopsis
Une brutale prise d'otages a eu lieu en Papouasie, ciblant cinq touristes de nationalités indonésienne, australienne et française. Immédiatement, tous les regards se sont tournés vers Organisation pour une Papouasie libre (OPM), bien que cette dernière ait nié toute implication. Ils ont affirmé que leur parti n'avait pas recouru à de telles méthodes depuis longtemps dans leur lutte pour l'indépendance de la Papouasie occidentale.
Malgré les dénégations de l'OPM, le TNI a décidé de réagir rapidement. L'unité antiterroriste Kopassus, Gultor, dirigée par le colonel d'infanterie Larung Nusa, a été immédiatement déployée sur le terrain. Cependant, la malchance a frappé, causant des pertes tant du côté des otages que des membres du Kopassus. Le colonel Nusa a réalisé que ses adversaires ne se limitaient pas à la milice OPM, mais incluaient également des forces spéciales, semblables à la sienne.
La situation est devenue complexe. En raison du nombre élevé de victimes lors de l'opération militaire, le colonel Nusa a été suspendu pendant 10 jours par son supérieur, le général de division Abassia. Cependant, cette sanction s'est avérée être un transfert de fonctions pour Nusa, le plaçant à la tête d'une unité de "troupes fantômes". Pour cette nouvelle mission, il était accompagné par Nona Gwijangge, Tafiaro Wenda, Witir Femmilio et Kresna Sonar. Forts de leurs expertises respectives, ils ont collaboré dans l'objectif de retrouver et éliminer le véritable cerveau derrière ce drame des otages.

## Référence
1. ↑  Sudrajat, « Tokoh Sipil di Balik Operasi Mapenduma », Detik Magazine, 20 juillet 2015 (consulté le 30 juillet 2015)
2. ↑  Danny, « Tiga Sandera Terakhir », Koran Tempo Quotidien, 27 septembre 2015 (consulté le 14 novembre 2023)
3. ↑  Supriyadi, « Menjaga Perdamaian di Bumi Papua », Nasional Quotidien, 9 août 2015 (consulté le 12 février 2016)
4. ↑  Muhammad Rasyid Ridho, « Persatuan adalah Harga Mati » [archive du 29 janvier 2016], Singgalang Quotidien, 15 novembre 2015 (consulté le 12 février 2016)
5. ↑  Muhammad Rasyid Ridho, « Jejak Konflik Papua dalam Novel » [archive du 13 septembre 2015], Malang Post Quotidien, 27 septembre 2015 (consulté le 29 septembre 2015)